# San Martino del Lago
San Martino del Lago (lombardul: San Martén) település Olaszországban, Lombardia régióban, Cremona megyében. Lakosainak száma 387 fő (2023. január 1.). San Martino del Lago Torre de’ Picenardi, Scandolara Ravara, Solarolo Rainerio, Voltido és Cingia de’ Botti községekkel határos.

## Népesség
A település lakossága az elmúlt években az alábbi módon változott:
| Lakosok száma | 454  | 438  | 426  | 387  |
|               | 2013 | 2017 | 2018 | 2023 |